# Chris Venables
Pour les articles homonymes, voir Venables (homonymie).
Chris Venables (né le 23 juillet 1985 à Shrewsbury, en Angleterre) est un footballeur gallois. Il joue pour le club de Bala Town qui évolue en Welsh Premier League. 

## Biographie
Né à Shrewsbury, en Angleterre, près de la frontière du pays de Galles, Chris Venables joue pour le club local avant de signer dans des clubs gallois : Caersws en 2003, Welshpool Town en 2007 et Aberystwyth Town en 2008. Il joue à Bala Town depuis juillet 2016.

## Palmarès
Llanelli AFC
- Coupe du pays de Galles
  - Vainqueur : 2011

Bala Town FC
- Coupe du pays de Galles
  - Vainqueur : 2017